# ساهاوه
ساهاوه (به لاتین: Sahave) یک منطقهٔ مسکونی در ماداگاسکار است که در ناحیه آمبوهیماهاسوآ واقع شده‌است. ساهاوه ۱۵٬۰۰۰ نفر جمعیت دارد و ۱٬۱۸۸ متر بالاتر از سطح دریا واقع شده‌است.